# Мухаметзянов, Рауфаль Сабирович
Рауфаль Сабирович Мухаметзянов (тат. Рәүфәл Сабир улы Мөхәммәтҗанов; род. 10 ноября 1949, Казань, Татарская АССР, РСФСР, СССР) — советский и российский театральный деятель. Директор Казанского государственного театра юного зрителя (1979—1981), Татарского академического государственного театра оперы и балета имени М. Джалиля (1981—н. в.).
Заслуженный работник культуры Российской Федерации (2002). Заслуженный деятель искусств Республики Татарстан (2014). Лауреат Государственной премии Республики Татарстан имени Г. Тукая (2015).

## Биография
Рауфаль Сабирович Мухаметзянов родился 10 ноября 1949 года в Казани. Мать — Разия Девлетшевна Тимерханова (1918—1997), заслуженная артистка Татарской АССР, одна из основателей республиканского Ансамбля песни и танца. Отец — Сабир Шакирович Мухаметзянов (1919—2009), участник Великой Отечественной войны, начальник отдела кадров ОАО «Теплоконтроль».
С юности хотел работать в театре и развивался музыкально, учился в музыкальной школе, играл в рок-ансамблях, участвовал в становлении казанского рока, также увлекался джазом. В дальнейшем решил получить более «модное» в то время образование, в том числе по причине травмы руки. В 1974 году окончил Казанский химико-технологический институт имени С. М. Кирова по специальности «инженер-механик». Одновременно с учёбой, в 1972—1974 годах являлся директором студенческого клуба КХТИ. В 1974—1976 годах был секретарём комитета ВЛКСМ в Казанском институте культуры, а в 1977—1979 годах заместителем заведующего отделом студенческой молодежи Казанского горкома ВЛКСМ. В 1979—1981 годах занимал должность директора Казанского государственного театра юного зрителя.
В 1981 году назначен на пост директора Татарского академического государственного театра оперы и балета имени М. Джалиля, который занимает по сей день. За более чем 40-летнее пребывание в должности превратил театр в один из ведущих российских центров музыкального искусства. В 2000—2005 годах при полной поддержке татарстанских властей была проведена реконструкция театра. Под руководством Мухаметзянова театр перешёл на контрактную основу, был проведён ряд реформ организационного и финансового плана, впервые в России введены должности художественных руководителей оперы и балета, в результате чего стал выполняться производственный план, постановки начали выпускаться вовремя, увеличилась посещаемость спектаклей, качество которых достигло практически фестивального уровня.
Репертуарно-постановочная политика Мухаметзянова характеризуется тяготением к стилистике «большой оперы», «большого балета», где акцент делается на высочайшее качество исполнения, эстетическую красоту оформления, соответствие эпохе и стилю исходного сочинения. В связи с этим, новую жизнь в театре получили такие классические лучшие европейские и русские оперы и балеты, например, как «Борис Годунов», «Царская невеста», «Кармен», «Пиковая дама», «Аида», «Щелкунчик», «Лебединое озеро», «Дон Кихот», «Баядерка», составляющие основу репертуара. Также развивает татарскую национальную тематику в театре, ставится как давно проверенная классика вроде балета «Шурале», так и совершенно новые балеты «Сказание о Йусуфе» Л. Любовского и «Золотая Орда» Р. Ахияровой, её же оперы «Любовь поэта» и «Сююмбике», мюзикл «Алтын Казан» Э. Низамова, отмеченные государственными наградами. Также является организатором оперного фестиваля имени Ф. И. Шаляпина (с 1981 года) и фестиваля классического балета имени Р. Нуриева (с 1986 года), фестиваля татарской песни «Үзгәреш җиле» (с 2016 года).
По некоторым оценкам, административно-творческие возможности Мухаметзянова практически не ограничены, он подвергается критике за геронтократию, скудность репертуара, невнимание к татарской тематике, а также гонорарную политику. Сам указывает, что критические материалы исходят лишь от одного издания и носят характер «заказухи», при этом отказывая в аккредитации журналистам, так как «только он может решать, кого пускать в зал, а кого — нет», в связи с чем в СМИ отмечается, что в театре уважают только прессу, работающую в духе «чего изволите». Указывая, что «если человек будет ворчать, брюзжать, ходить на митинги, тратить нервы, то потом спросит себя: а на что я потратил свое время, свою жизнь?», выражает свой «только на позитив и созидание», отмечая при этом, что «есть другая категория людей, которая просто декларирует», «не хочет и не создает», полагая под этими людьми — журналистов, которым «всегда нужен какой-то конфликт, и он может возникать просто на пустом месте».
В 2002 году получил звание заслуженного работника культуры Российской Федерации, а в 2014 году — заслуженного деятеля искусств Республики Татарстан. В 2015 году стал лауреатом Государственной премии Республики Татарстан имени Г. Тукая, что вызвало споры о том, верно ли давать такую награду администраторам.
Ведёт активную общественно-политическую деятельность. В 2014 году принял участие в праймериз партии «Единая Россия», после чего попал в республиканский партийный список, а затем избран депутатом Государственного совета Республики Татарстан V созыва. Пройдя партийные праймериз 2019 года, также вошёл в республиканский список, а затем переизбран в Госсовет VI созыва.
Является членом Союза театральных деятелей России, избирался председателем Общественного совета при министерстве внутренних дел по Республике Татарстан. В 2014 году подписал письмо деятелей культуры России в поддержку «позиции Президента по Украине и Крыму», а в 2022 году поддержал проведение «спецоперации на Украине», заявив, что Россия борется против «западной идеологии» и «конфликт равно или поздно завершится в нашу пользу».

## Награды
Государственные

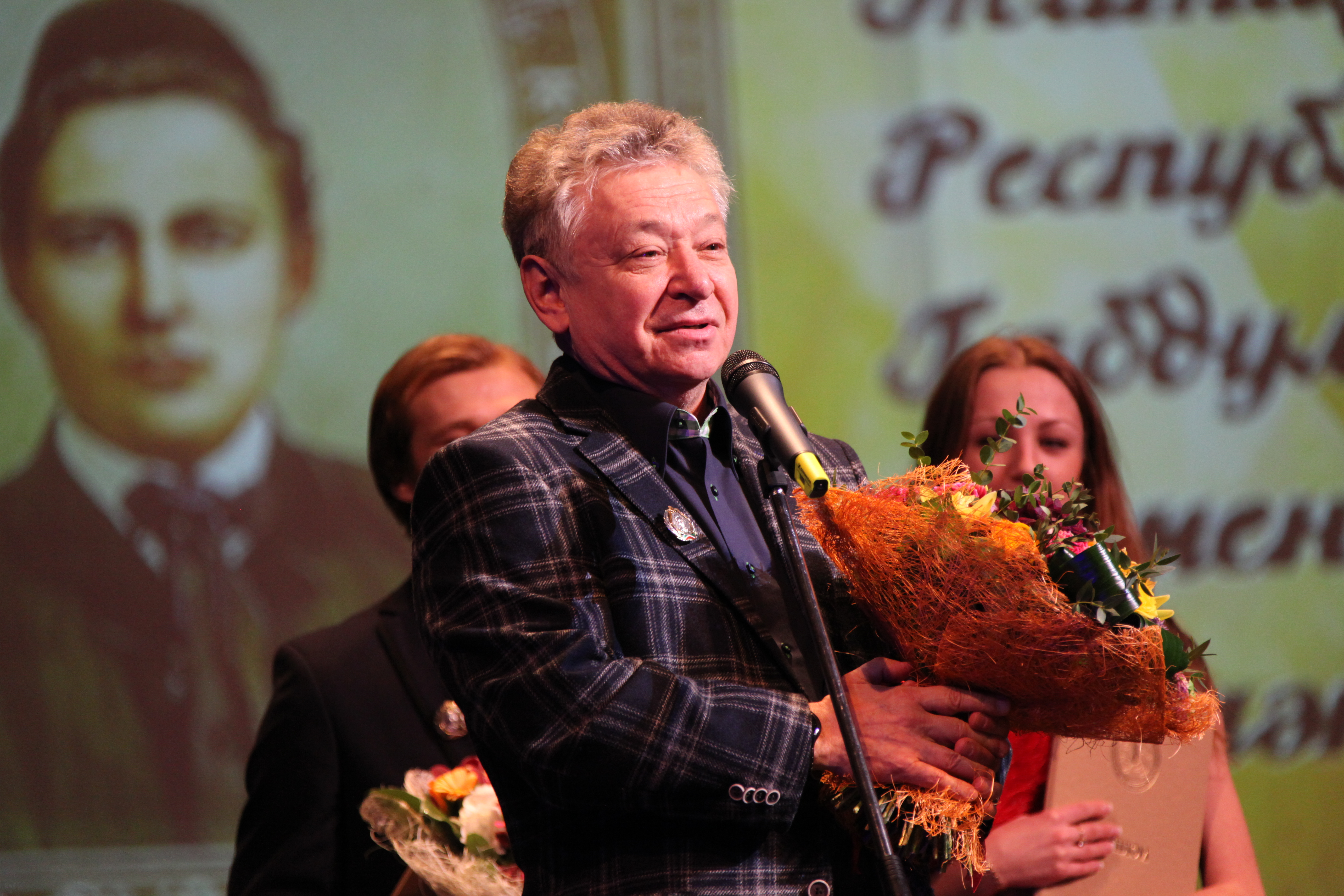
На вручении премии Тукая, 2015 год

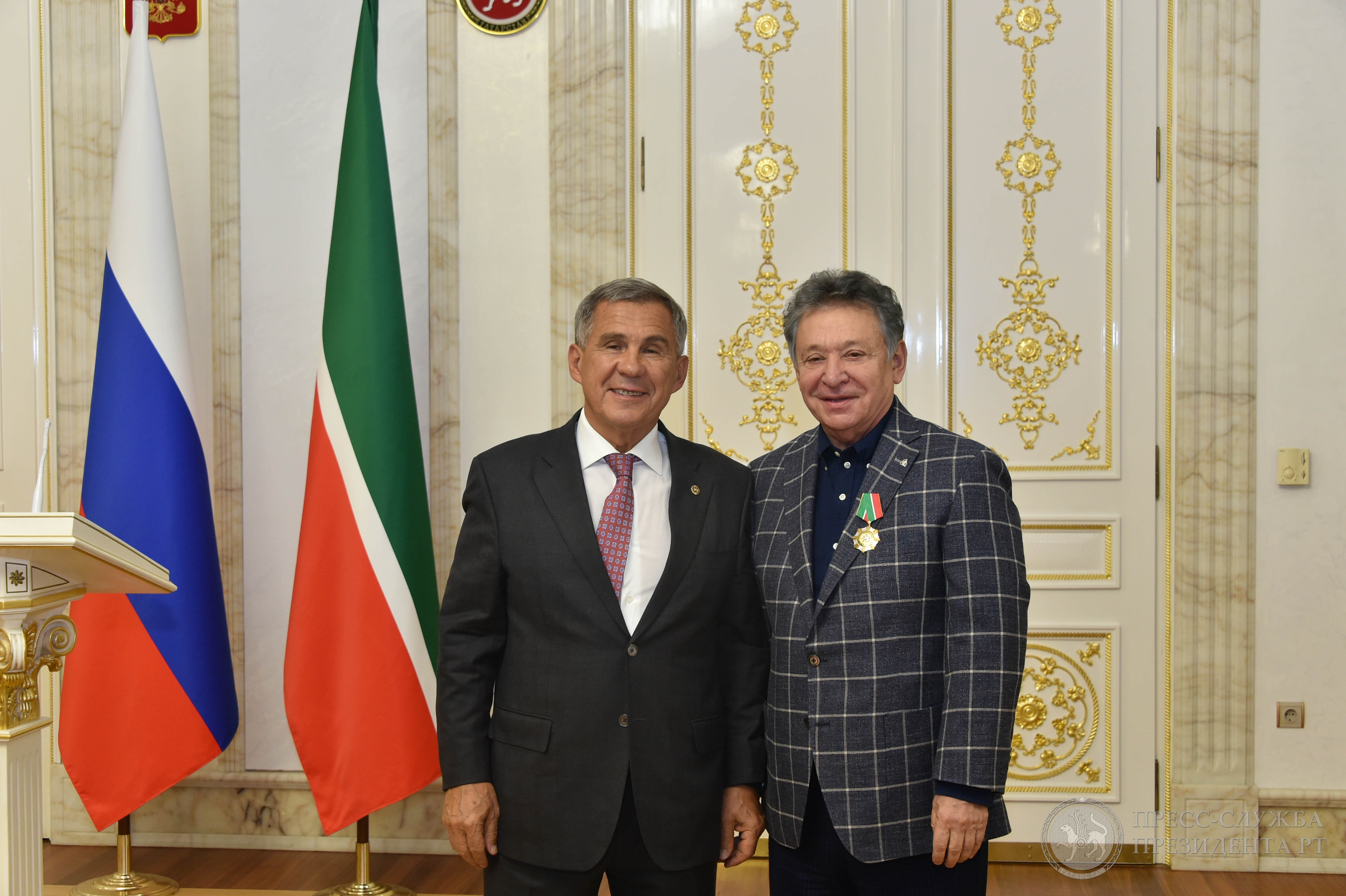
На вручении ордена, 2019 год

- Почётное звание «Заслуженный работник культуры Российской Федерации» (2002 год) — за заслуги в области культуры и многолетнюю плодотворную работу[41].
- Орден Дружбы (2011 год) — за заслуги в развитии отечественной культуры и искусства, многолетнюю плодотворную деятельность[42].
- Орден «Знак Почёта» (1986 год)[27].

Татарстанские
- Почётное звание «Заслуженный деятель искусств Республики Татарстан» (2014 год) — за большой вклад в развитие театрального искусства и многолетнюю плодотворную работу[43].
- Орден «За заслуги перед Республикой Татарстан» (2019 год) — за многолетнюю плодотворную творческую деятельность и значительный вклад в развитие театрального искусства[44].
- Государственная премия Республики Татарстан имени Габдуллы Тукая (2015 год) — за создание спектакля «Золотая Орда» и его художественных образов (автор идеи, художественный руководитель проекта)[45]. Вручена президентом Республики Татарстан Р. Н. Миннихановым на церемонии в Татарском академическом государственном театре оперы и балета имени М. Джалиля[46].

## Личная жизнь
Владеет немецким языком, увлекается атлетической гимнастикой. Жена — Татьяна Петровна (р. 1950), инженер-химик. Две дочери — Сайран (р. 1974, судья) и Зарема (р. 1977, предприниматель). Есть внуки. Указывает, что профессии дочерей не связаны с искусством, тогда как «внуки подают надежды». Так, согласно антикоррупционным расследованиям в театральной сфере, Мухаметзянов заключал со своей дочерью контракты на выступление в собственном театре собственных же малолетних внуков, которым платил гонорары, сопоставимые с доходом артиста хора или кордебалета за один спектакль. За 2021 год он задекларировал доход в размере более 7 миллионов 800 тысяч рублей, тогда как жена — 2 миллиона 900 тысяч, помимо двух земельных участков размерами 885 и 1137 квадратных метров, двух жилых домов площадью 33 и 254 м², одной квартиры в 122 м².